# Acratocnus
Acratocnus — вымерший род гигантских ленивцев, обитавших на Кубе, Гаити и Пуэрто-Рико в плейстоцене и голоцене.

## Классификация
Как и другие гигантские ленивцы, населявшие Антильские острова, Acratocnus относился к семейству мегалониксовых. Ближайшими современными родственниками мегалониксовых являются двупалоленивцевые.

## Распространение
Представители этого рода населяли высокогорные лесистые области островов Куба, Гаити и Пуэрто-Рико. О пребывании на острове Пуэрто-Рико особей рода Acratocnus свидетельствуют раскопки в северной части острова. Считается, что они вели полудревесный образ жизни. Об этом свидетельствуют небольшие размеры и большие крючковатые когти.

## Размеры
Вес представителей этого рода колебался от 20 до 70 кг, в отличие от современных разновидностей ленивцев, которые весят всего 10—15 кг.

## Вымирание
Как и многие другие окаменелости ленивцев, окаменелости видов этого рода не были датированы радиоуглеродным методом. Считается, что пуэрто-риканский и гаитянский виды этого рода дожили до позднего плейстоцена, но вымерли уже к середине голоцена. Родственный им кубинский ленивец Megalocnus вымер около 6600 лет назад, а последним вымер гаитянский ленивец Neocnus comes, остатки которого датированы 3 тысячелетием до н. э. с помощью радиоуглеродного метода. Причиной исчезновения этих животных зачастую называют изменение климата или, что более вероятно, истребление человеком.